# Drown in My Own Tears
Drown in My Own Tears (znana również jako „I’ll Drown in My Own Tears”) – piosenka legendarnego amerykańskiego muzyka, Raya Charlesa. W 1956 roku została wydana jako singel. Autorem tekstu był Henry Glover.
Utwór był jednym z najpopularniejszych singli Charlesa, wydanym przez wytwórnię Atlantic. Był on także jedną z pierwszych piosenek artysty, w której, stanowiąc dodatkowy wokal, pojawili się inni muzycy.
„Drown in My Own Tears” była trzecią piosenką Raya, która zajęła pierwsze miejsce na liście Billboard R&B.

## Covery
- Lula Reed
- Sonny Thompson
- Don Shirley
- Joe Cocker
- Aretha Franklin
- Janis Joplin
- Dinah Washington
- Stevie Wonder
- The Righteous Brothers
- Chuck Brown
- David Clayton-Thomas
- Jeff Beck
- Floyd Cramer
- Ronnie Earl
- Richie Havens
- Shirley Horn
- Percy Sledge
- The Smithereens
- Jimmy McGriff
- Jack McDuff
- Houston Person